# サーリム・アル＝ムバーラク・アッ＝サバーハ
サーリム・アル＝ムバーラク・アッ＝サバーハ（アラビア語: سالم المبارك الصباح, 英語: Salim Al-Mubarak Al-Sabah、1864年 - 1921年2月22日）はクウェート第9代目首長でサバーハ家当主。父はムバラク大首長。兄はジャービル2世。子はアブドゥッラー3世（第11代目首長）、アリー、ファハド、サバーハ3世（第12代目首長）の4人が「世界石油戦争」所収系図に登場する。

## 経歴
1915年に父の命によりサウード家のアブドゥルアズィーズ・イブン＝サウードのアジマン族討伐に小部隊を率いて加勢に向かうが、サウード家の強大化を懸念する父の「アジマン族が勝ちそうなときにはサウード軍に、負けそうなときにはアジマン族に協力せよ」との密命に従い、アジマン族討伐を失敗させる。
1917年に兄の薨去を受けてクウェート首長に即位。第一次世界大戦以降、クウェートはイギリス保護国となり、その後ろ盾の下でサウード家と敵対する部族やラシード家を陰で援助したり、サウード家に敵対した部族を匿ったりしてナジェドのサウード家の強大化抑止に腐心する。
1919年には業を煮やしたアブドゥルアズィーズ・イブン＝サウードが反乱部族を庇ったのを口実にクウェート攻略の軍を起こし、クウェート郊外のジャハラー村まで進軍。イギリス政務官のムーア少佐に援助を求める。イギリスは空軍を出動してサウード軍を撤退せしめる。その後、2ヶ月かけてクウェート市周辺を城壁で囲み、サウード軍への防備を固めた。イギリスとの友好関係によりクウェートは救われることになる。
1920年には、メソポタミア地方の石油利権についてイギリスとアメリカ合衆国との石油紛争が発生する中
ホームズ少佐にクウェートの石油利権を与える。他方、サウード家の強大化はその後も進み、1921年にはラシード家のジャバル・シャンマル王国が滅亡するが、同じ年に薨去。首長位は甥のアフマドが継承。